# NBA 2K
NBA 2K je serija košarkaških sportskih simulacijskih videoigara koje se razvijaju i izdaju svake godine od 1999. godine. Premisa svake igre u nizu je oponašanje košarkaškog sporta, točnije, NBA. Seriju je izvorno objavio Sega Sports, a danas je izdaje 2K Sports. Sve igre u franšizi razvila je tvrtka Visual Concepts. Serija se sastoji od 18 glavnih nastavaka i nekoliko naslova u stilu spinoffa. Izdana je na 18 različitih platformi. NBA 2K serija također se koristila u eSportu. Njihov primarni rival bio je NBA Live od strane EA Sportsa sve dok serija nije stavljena u stanku nakon izlaska NBA Live 19 2018. godine.

## Opis igre
Svaka iteracija u NBA 2K seriji oponaša NBA i predstavlja mala i ponekad loša poboljšanja u odnosu na prethodne iteracije. Kao takav, igra simulira tipičnu košarkašku igru, pri čemu igrač kontrolira cijeli tim ili odabranog igrača; ciljevi se podudaraju s pravilima košarke i prezentacija nalikuje stvarnim televizijskim NBA igrama. U seriji su predstavljeni različiti načini igre koji omogućuju raznolikost igranja. Brojni elementi igara imaju prilagodljive opcije. Svaka utakmica uključuje momčadi i igrače iz tekuće NBA sezone; Povijesni NBA timovi i igrači također su predstavljeni, kao i timovi Eurolige i (počevši od NBA 2K20) WNBA momčadi. Izmišljeni igrači i timovi također se mogu kreirati i sastavljati.
Osnovna komponenta serije je njezin karijerni mod, koji je opisan kao videoigra igranja uloga na sportsku temu. ESPN NBA Basketball bila je prva igra u nizu koja je sadržavala takav način rada, ali tek je NBA 2K10 i njegovi nasljednici postali sastavniji dio serije. Način rada je u početku nazvan 24/7, prije nego što je promijenjen u MyPlayer i postavljen na MyCareer. Načini se usredotočuju na košarkašku karijeru igrača stvorenog igrača; igrač prilagođava nekoliko aspekata svog igrača i igra kroz svoju karijeru u NBA ligi. Prikazani su ključni događaji u igračevoj karijeri, kao što su draft i njihova ceremonija umirovljenja. U modovima je često prisutna priča, a prikazana je i košarka na razini srednje škole i fakulteta. Igrač nadograđuje atribute svog igrača dok igra i može sudjelovati u aktivnostima izvan terena.
Još jedan oslonac serije je način rada koji omogućuje igraču da preuzme kontrolu nad NBA franšizom, djelujući kao glavni menadžer. Mod je predstavljen u brojnim NBA 2K igrama i često se naziva Association; najnovije igre u seriji imaju MyGM i MyLeague modove. U modovima, igrač kontrolira gotovo sve aspekte tima, umjesto da samo igra igrice s timom. Kako igrač simulira kroz sezone, oni moraju zadovoljiti potrebe osoblja tima i vlasnika.
MyTeam način rada, koji je uveden u NBA 2K13, fokusira se na izgradnju tima igrača i natjecanje s timovima drugih igrača na mreži. Igračevo primarno mjesto za stjecanje igrača za svoj tim su paketi kartica; igrač kupuje paket kartica, koji sadrži nasumične predmete koje igrač može koristiti u načinu rada, uključujući igrače. Osim sastavljanja odabrane grupe igrača, igrač može, između ostalog, prilagoditi dresove i teren svoje momčadi. Način igre napredovao je još dalje na NBA 2K19, s MyTeam turnirom između najboljih Xbox i PS4 igrača za nagradu od 250.000 dolara. U seriji su također predstavljeni i drugi načini usmjereni na internet, kao što je Pro-Am, koji se fokusira na igrače koji grade tim zajedno sa svojim prilagođenim igračima.
Osim regularnih NBA igara, ulična košarka je predstavljena u brojnim igrama u serijalu. Stvoreni igrači i stvarni igrači mogu se koristiti u takvim načinima; osim toga, neke poznate osobe pojavile su se kao likovi koji se mogu igrati u seriji. U novijim igrama, načini ulične košarke nazivaju se Blacktop i MyPark. Blacktop je strukturiran u tipičnom stilu ulične košarke. MyPark se sastoji od otvorenog prostora ispunjenog igračima koji se mogu pridružiti različitim igrama na različitim terenima. Nekoliko igara u seriji ima način koji omogućuje igraču da održi natjecanje u zakucavanju .
Nekoliko igara u seriji ima modove igre koji su ekskluzivni za tu određenu igru. NBA 2K11 sadržavao je Jordan Challenge mod, u kojem igrači imaju zadatak rekreirati neke od najupečatljivijih podviga Michaela Jordana, kao što je postizanje 69 poena u jednoj igri. NBA 2K12 sadržavao je NBA's Greatest mod, gdje igrač može igrati s prošlim NBA igračima, kao što su Kareem Abdul-Jabbar, Julius Erving i Bill Russell. Verzije NBA 2K14 za PlayStation 3, Xbox 360 i Microsoft Windows sadržavale su način pod nazivom Put do veličine; slično Jordan Challenge modu, fokusira se na karijeru LeBrona Jamesa.

## Vanjske poveznice
- Službena stranica